# حفصه بنت سیرین
حفصه بنت سیرین (۶۵۱ - ۷۱۹م) بانوی تابعی، زاهد، فقیه و محدث بود.